# Michelangelo Garovi

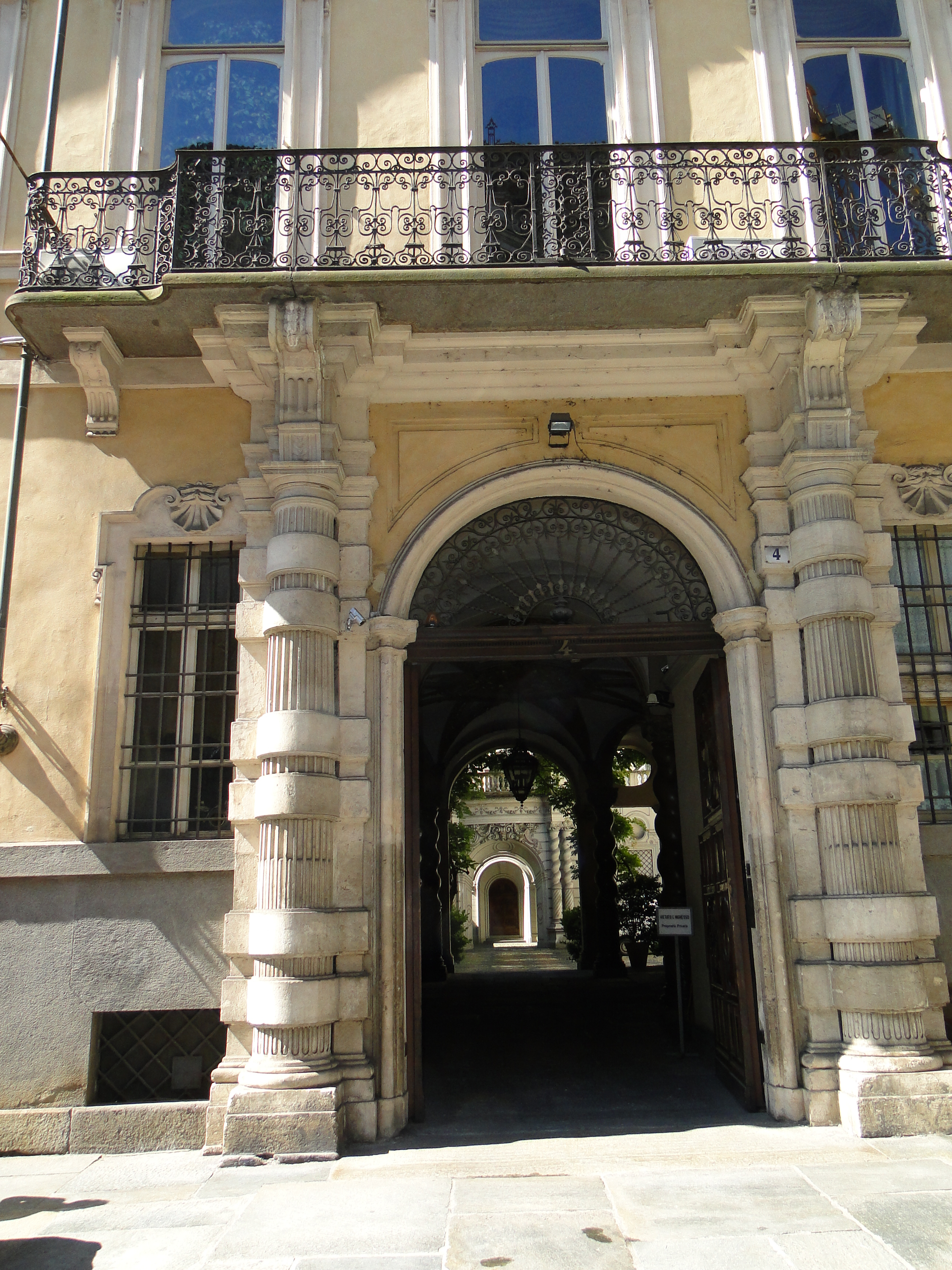
Portal des Palazzo Asinari San Marzano

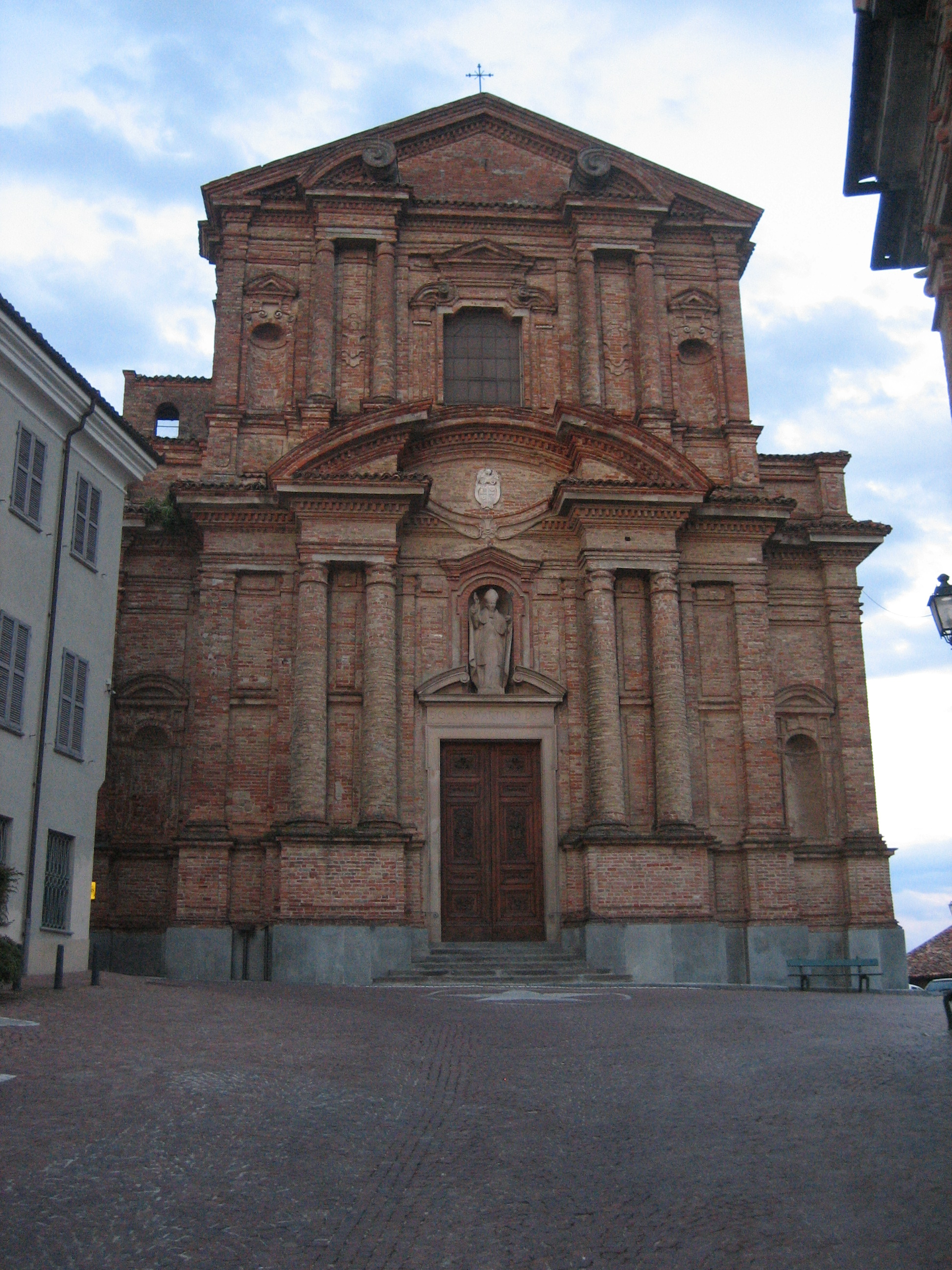
Kirche San Martino (La Morra)

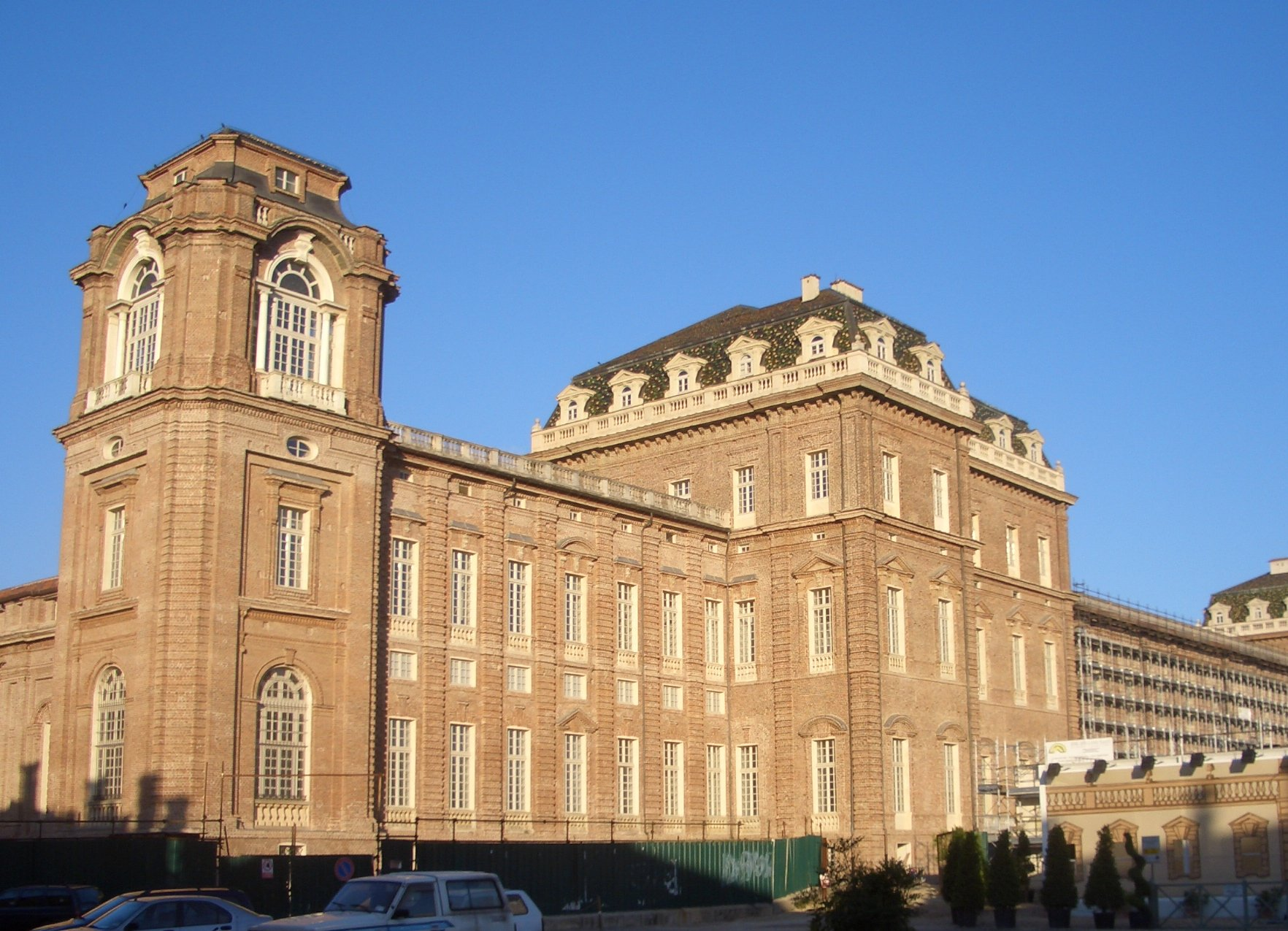
Venaria Reale, Belvedere und Padiglione Garove

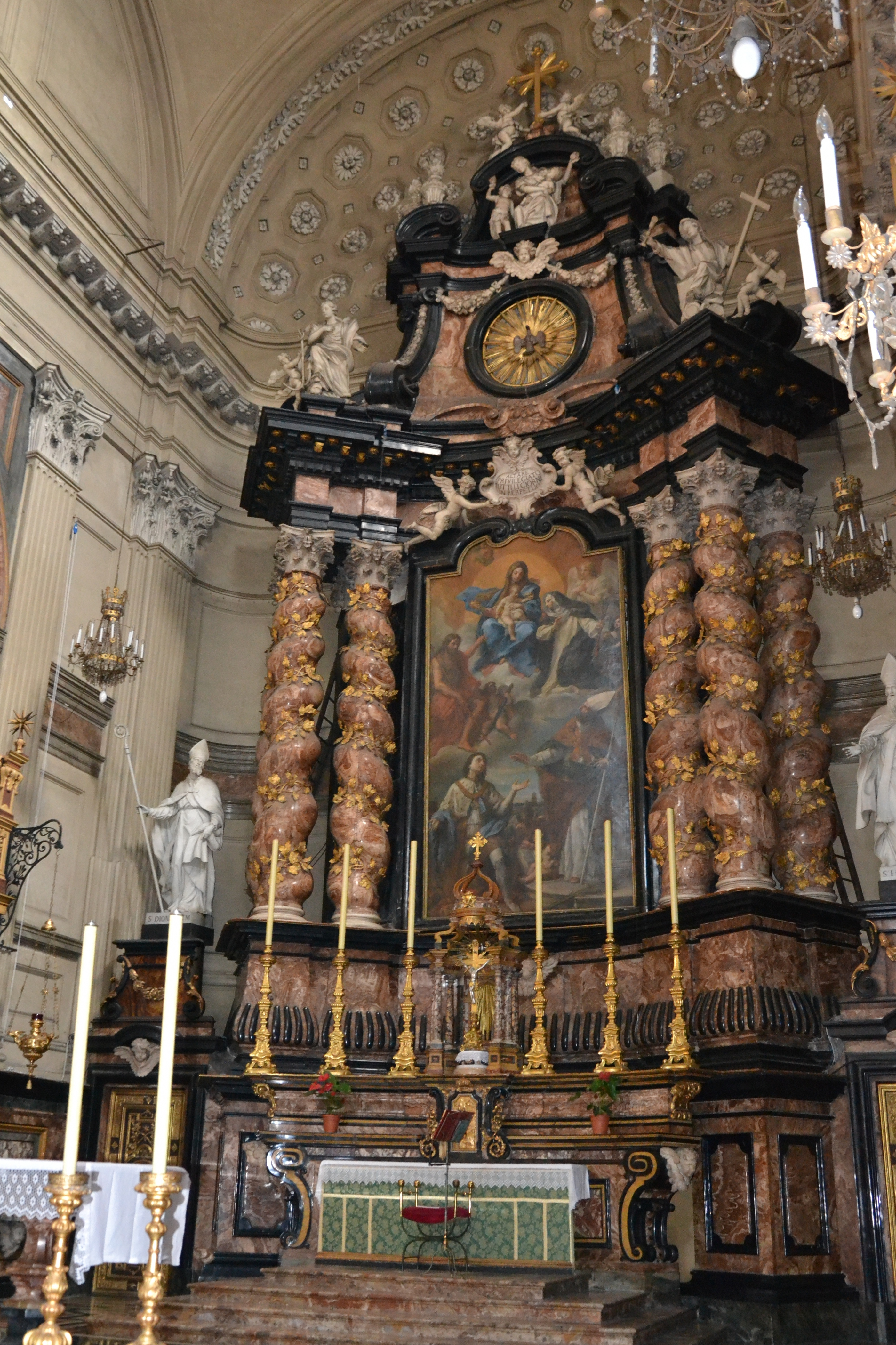
Monumentaler Altar, Entwurf von Michelangelo Garove und Melchiorre Galleani, zwischen 1697 und 1703.

Michelangelo Garovi oder Garove (* 29. September 1648 in Chieri oder 3. Dezember 1650 in Bissone; † 22. September 1713 in Turin) war ein schweizerisch-italienischer Architekt des Barocks. 

## Leben
Michelangelo Garovi war Sohn des Baumeisters Francesco Garovi und der Caterina Porra aus Bissone. In Turin bildete er sich als Architekt aus. Bereits mit 21 Jahren trat er in den Dienst der Herzöge von Savoyen und wirkte am ursprünglichen Bau des Jagdschlosses Venaria Reale mit. Als Ingenieur plante er den Palazzo Asinari di San Marzano in Turin (1684–1686).

## Werke
An Bauten, die er verantwortete, seien erwähnt:
- der Palazzo Morozzo della Rocca in Turin (der 1943 einem Bombenangriff zum Opfer fiel);
- der Palazzo Taparelli d’Azeglio in Turin (1683–1689; die Fassade wurde später im klassizistischen Stil umgebaut);
- die Kirche di San Martino (La Morra) in La Morra (1684–1695);
- die Vollendung des Umbaus des Jagdschlosses Venaria Reale zu einem Königspalast (ab 1699);
- die Piazza Savoia in Turin (1711).
- Sein letztes Werk war die neue Universität Turin, die er im Auftrag des Herzogs von Savoyen und Königs von Sizilien, Vittorio Amedeo II., 1712–1713 entwarf. Sie wurde von Filippo Juvarra und Giovanni Battista Ricca aus Pambio vollendet.[1][2][3]